# Odry (cmentarzysko)

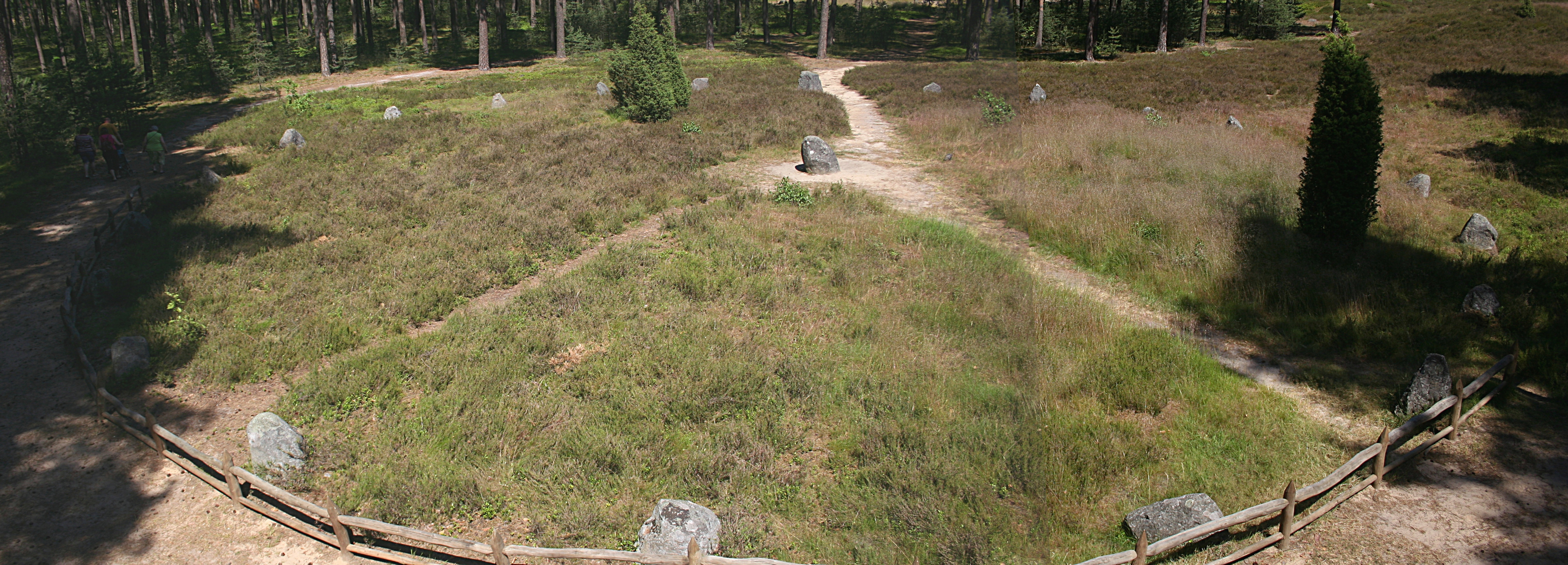
Jeden z kamiennych kręgów na cmentarzysku w Odrach

Cmentarzysko w Odrach – stanowisko archeologiczne kultury wielbarskiej wiązane z osiedleniem Gotów i Gepidów w pierwszych wiekach n.e. podczas ich wędrówki ze Skandynawii nad Morze Czarne. Cmentarzysko leży na wschodnim brzegu rzeki Wdy (Czarnej Wody) w pobliżu wsi Odry. Stanowisko zajmuje 16,91 hektarów na terenie rezerwatu archeologiczno-przyrodniczego "Kamienne Kręgi". Obejmuje 10 kręgów kamiennych i 29 kurhanów, czasem ze stelą.

## Historia kontaktów ze Skandynawią
Kontakty ludności ze Skandynawii z ludnością zamieszkującą wówczas Pomorze (ludność kultury łużyckiej) sięgają czasów wczesnych bo ok. 1300 r. p.n.e. W zasadzie jedynym ograniczeniem kontaktów była zdolność pokonania morza. Ludność kultury łużyckiej opuściła swoje ufortyfikowane grody już w IV w. p.n.e. Goci i Gepidzi natomiast znaleźli się na Pomorzu przybywając z obszaru dzisiejszej południowej Szwecji w I w. n.e. Tworzyli z tubylczą ludnością (co najlepiej widać w cmentarzysku w Brąchnówku z ludnością kultury pomorskiej) spoistą kulturę zwaną kulturą wielbarską. 
Gocki kronikarz, Jordanes, jednak nieco inaczej przekazał wydarzenia związane z przybyciem Gotów i nie opisał rozległego osadnictwa na terenie Pomorza.

## Historia badań archeologicznych w Odrach

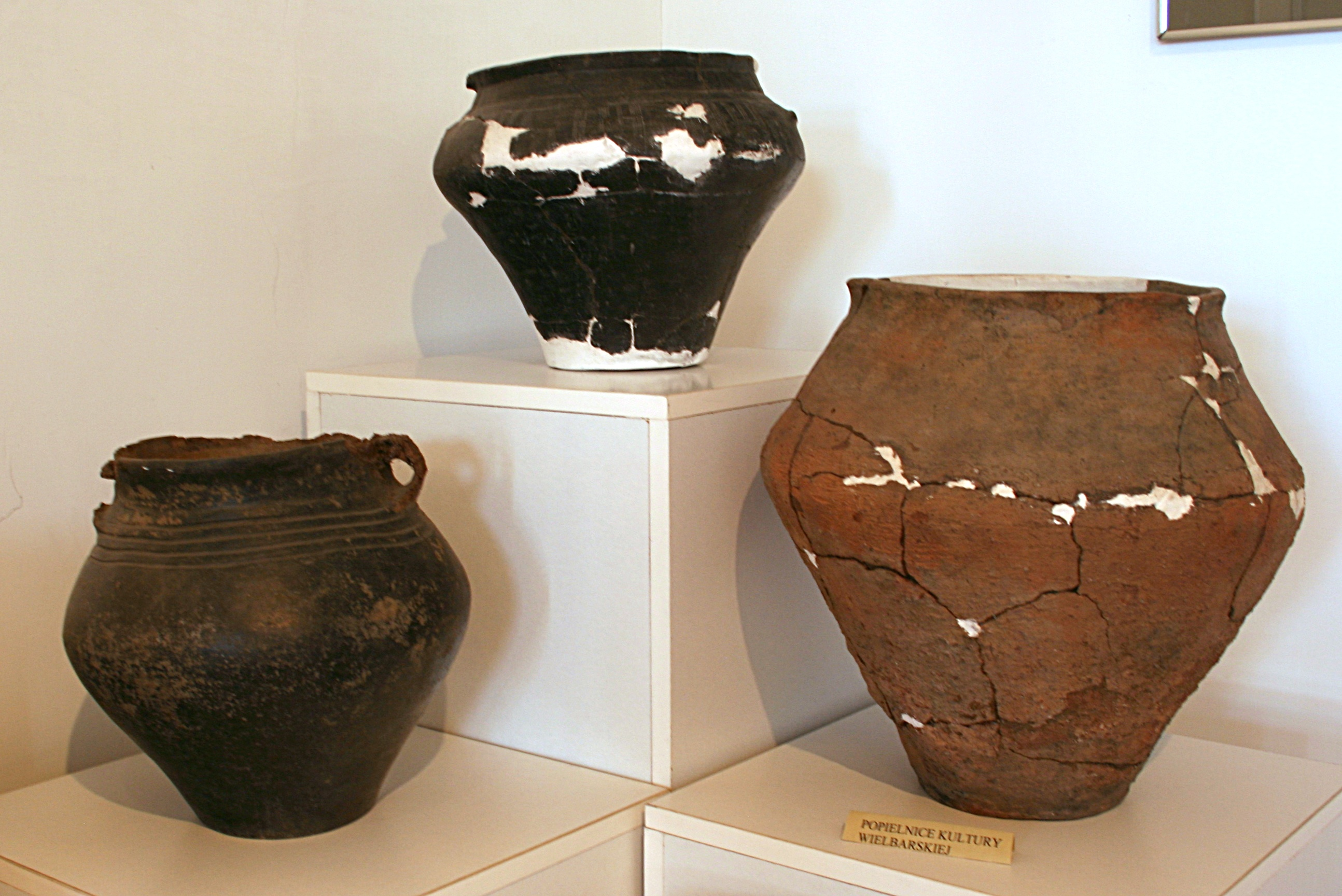
Popielnice kultury wielbarskiej, odkryte na cmentarzysku. Eksponaty w muzeum w Odrach

- 1874 – gdański archeolog Abraham Lissauer, na podstawie znalezionych fragmentów narzędzi krzemiennych określa czas powstania obiektu na okres neolitu.
- 1926 – prof. Józef Kostrzewski, archeolog z Uniwersytetu Poznańskiego obala teorię o neolitycznym rodowodzie kamiennych kręgów. Ustala czas powstania kręgów i kurhanów oraz odkrytych w nich pochówków na początki naszej ery. Przyporządkowuje je Prasłowianom.
- 1940 – Niemcy zabezpieczyli cmentarzysko jako "germańskie sanktuarium".
- 1962 – prace archeologiczne pod kierunkiem dr Jerzego Kmiecińskiego z Uniwersytetu Łódzkiego. Na podstawie badań sformułowano teorię powstania obiektu: ok. 70 r. n.e. przybyła tu grupa pochodzących ze Skandynawii Gotów, którzy po 130-150 latach osiedlenia przenieśli się z obszaru Borów Tucholskich w kierunku południowo-wschodnim, przez Ukrainę na północne wybrzeża Morza Czarnego.

## Opis cmentarzyska

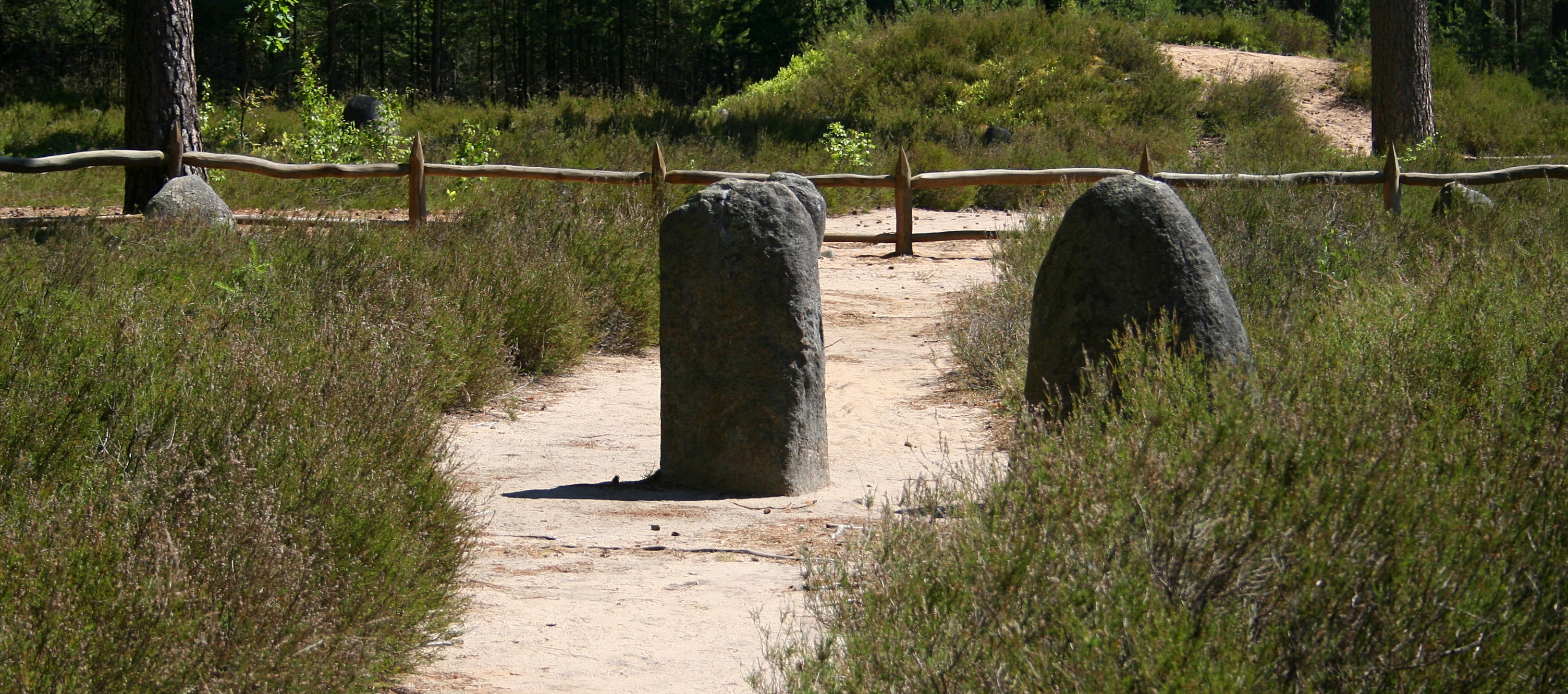
Fragment krajobrazu cmentarzyska

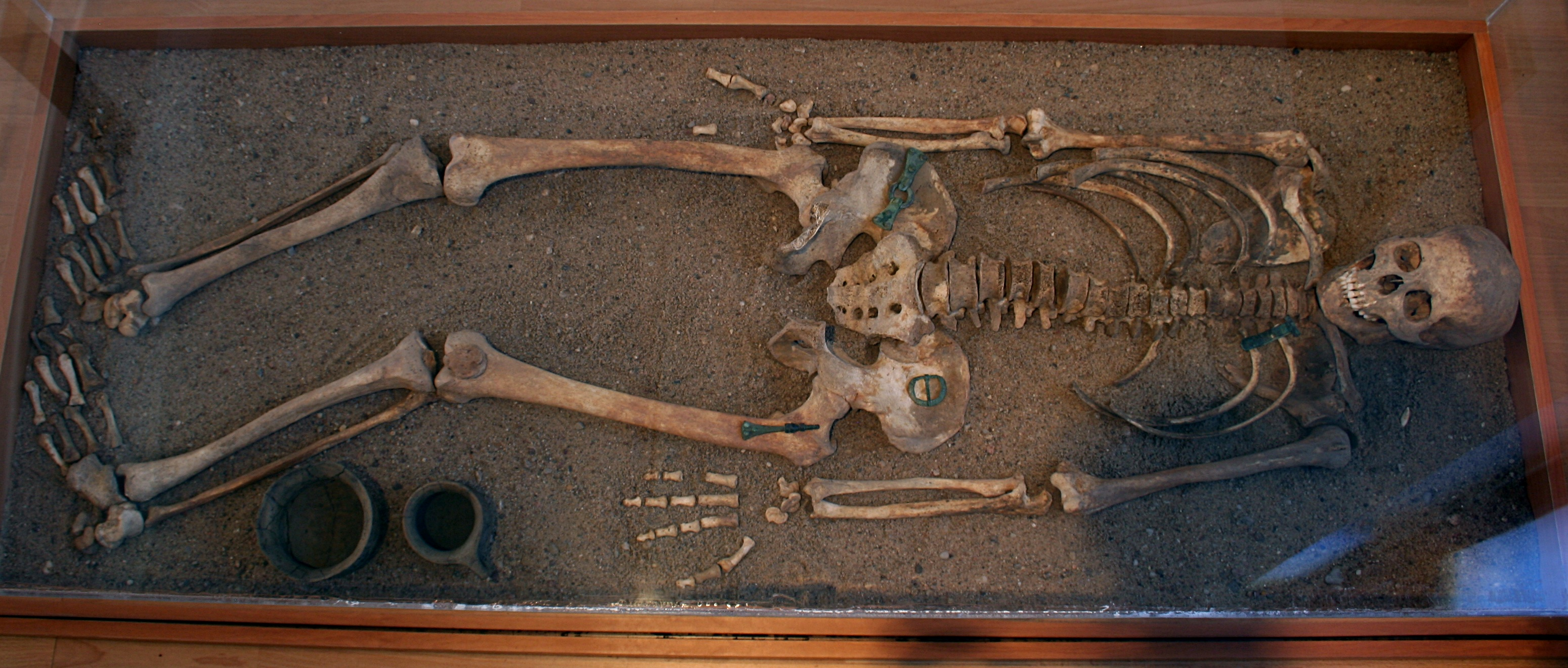
Wyposażenie grobu szkieletowego

Na cmentarzysku są następujące stwierdzone przez naukowców elementy mówiące o obrządku pogrzebowym:
- kręgi kamienne (Odry są cmentarzyskiem o najbardziej okazałych kamiennych kręgach),
- kurhany,
- groby ze stelami,
- groby płaskie,
- groby wcześniejszych kultur (np. kultury pomorskiej).

Stwierdzono, że cmentarzysko w Odrach było miejscem zwoływania rodowo-plemiennych zgromadzeń wiecowych w kręgach kamiennych, tzw. tingów oraz miejscem grzebania zmarłych.
Teoria na temat funkcji kręgów kamiennych wysunięta została przez badacza kultury wielbarskiej, Ryszarda Wołągiewicza. Odrzucił on stanowczo wcześniejsze hipotezy identyfikujące kręgi jako specyficzne formy pochówku (nagrobka). Na podstawie legend  i podań skandynawskich oraz w oparciu o przeprowadzone badania uznał te konstrukcje za miejsca wieców i sądów plemiennych. Sporadyczne pochówki znajdujące się w obrębie kamiennych kręgów miały się tam znaleźć już po zaprzestaniu użytkowania ich jako miejsc spotkań.
Archeolodzy stwierdzili orkę w miejscu występowania kamiennego kręgu. Świadczy to o dużej kulturze uprawy roli w tak wczesnym okresie, orka bowiem pochodzi sprzed istnienia tam kręgu.

Kamienne kręgi – widok z góry

## Kręgi jako hipotetyczne obserwatorium astronomiczne
W 1914 roku w Odrach (na prośbę niemieckiego archeologa Gustafa Kossinny) dokładnych pomiarów terenowych dokonywał niemiecki geodeta z Poznania, Paul Stephan. Zauważył on, że niektóre linie powstałe przez połączenie środków wybranych par kręgów po ich przedłużeniu w stronę horyzontu w przybliżeniu wskazują punkty wschodów i zachodów Słońca w czasie przesileń słonecznych. Ponadto, chcąc powiązać orientację układu kręgów z (błędnym jak obecnie wiadomo) datowaniem Lissauera zasugerował on, że jedna z linii mogła też wskazywać punkt heliakalnego zachodu gwiazdy Kapella około roku 1800 p.n.e. Zdaniem Stephana kręgi miały być prehistorycznym obserwatorium astronomicznym, służącym do obserwacyjnego wyznaczania momentów przesileń, jak również czymś w rodzaju kalendarza (poszczególne kamienie obwodowe miały służyć do odmierzania kolejnych dni). Podwójne kamienie centralne uważał on za "przezierniki", w których obserwowano tarczę Słońca na tle linii horyzontu. Stwierdził też (co jest z reguły pomijane w większości cytowań jego pracy), że w kamienie obwodowe każdego kręgu można z bardzo dużą (rzędu pojedynczych centymetrów) dokładnością wpisać okrąg i że wyznaczone w ten sposób wewnętrzne średnice kręgów wykazują dość wyraźne współmierności, sugerujące, że podczas ich budowy posługiwano się arbitralnie zdefiniowaną jednostką długości Ta astronomiczna interpretacja przeznaczenia obiektu przez wiele lat budziła bardzo gorące emocje szczególnie wśród archeologów, którzy (najczęściej niesłusznie) dopatrywali się w niej kwestionowania określonego w 1926 roku przez Józefa Kostrzewskiego wieku kręgów. Sam Kostrzewski określał ją mianem „tłumaczenia z góry nieprawdopodobnego”. W rzeczywistości hipoteza Stephana nie wymaga przyjmowania żadnych założeń co do wieku kręgów, o ile tylko pominie się linię domniemanego zachodu Kapelli, którą sam Stephan uważał za „niepewną i wymagającą sprawdzenia”. Precesyjne zmiany azymutów samych tylko punktów wschodów i zachodów Słońca na przestrzeni nawet kilku tysiącleci są zbyt małe, żeby na ich podstawie można było przeprowadzić jakiekolwiek sensowne datowanie. W kolejnych latach pomiarów kręgów dokonywało kilku zarówno profesjonalnych astronomów (m.in. Rolf Müller z obserwatorium w Poczdamie), jak też miłośników astronomii, jednak uzyskane przez nich wyniki były niewystarczające zarówno do zaakceptowania, jak też do definitywnego odrzucenia hipotezy. W 1992 roku w Odrach kompleksowe pomiary przeprowadziła ekipa astronomów i studentów astronomii z Obserwatorium Astronomicznego UAM z Poznania. Stwierdzili oni m.in., że ukształtowanie terenu wzdłuż domniemanych linii obserwacyjnych praktycznie wyklucza możliwość wykorzystywania ich kiedykolwiek w przeszłości do pomiaru położenia Słońca bezpośrednio na tle linii horyzontu, a zauważona przez Stephana orientacja tych linii może być równie dobrze dziełem przypadku. Ponadto, podejmowanie w dzisiejszych czasach jakichkolwiek prób bardzo precyzyjnego (z dokładnością centymetrową) pomiaru położeń kamieni w kręgach jest całkowicie niecelowe, ponieważ ich pierwotna orientacja została bezpowrotnie zniszczona podczas prac wykopaliskowych prowadzonych przez Kostrzewskiego w 1926 roku. Mimo to próby potwierdzenia hipotezy Stephana sporadycznie są wciąż podejmowane, niekiedy przy zupełnej nieznajomości wcześniejszej literatury przedmiotu zarówno w dziedzinie astronomii jak i archeologii.

## Teorie pseudonaukowe
W środowiskach ezoterycznych kręgi kamienne w Odrach cieszą się popularnością z powodu związanych z nimi rozmaitych teorii pseudonaukowych. Miejsce jest licznie odwiedzane przez poszukujących „miejsc mocy” wyznawców radiestezji i zwolenników paleoastronautyki, którzy powodują zagrożenie dewastacją stanowiska. Dochodziło do przypadków kradzieży i przestawiania kamieni. Osoby poszukujące kontaktów z rzekomą „energią” wbrew zakazowi dotykania głazów ocierają się o nie i obejmują je, niszcząc w ten sposób objęte ochroną rzadkie gatunki porostów rosnące na ich powierzchni.